# Cecil Cooke
Cecil George Cooke  (Nassau, 31 mei 1923 - aldaar, 1 mei 1983) was een Bahamaans zeiler.
Cooke won samen met Durward Knowles in 1964 de eerste olympische gouden medaille voor de Bahama's in de star.

## Belangrijkste resultaten

### Olympische Zomerspelen
| Jaar | Plaats | Resultaten |
| ---- | ------ | ---------- |
| 1964 | Tokio  | star       |